# Crosse aux Jeux mondiaux de 2022
Navigation
Wrocław 2017 Chengdu 2025
Les tournois de crosse (ou Lacrosse) des Jeux mondiaux de 2022 ont lieu du 8 au 16 juillet 2022 sur le terrain de soccer de l'université d'Alabama de Birmingham (UAB).
Le tournoi féminin est joué comme événement officiel et le tournoi masculin comme événement sur invitation. Ce sera la première fois que le tournoi masculin est organisé et le format est le suivant : deux équipes de 6 joueurs sur le terrain et une partie se disputant en 4 quarts-temps de 8 minutes, mettant ainsi l'accent sur la vitesse et l'efficacité. Le terrain est également plus petit, 70 × 36 m contre 110 × 60 m.

## Organisation
Huit équipes masculines et huit équipes féminines se qualifient pour les compétitions sur la base des derniers résultats aux championnats du monde. Les meilleures équipes des derniers championnats sont retenues : pour les hommes, le championnat du monde 2018 qui s'était tenu à Netanya en Israël ; pour les femmes, le championnat du monde 2017 qui s'était tenu à Guildford en Angleterre car le championnat 2021 a dû être annulé à cause de la pandémie de Covid-19.
La qualification pour le tournoi masculin des Jeux mondiaux de 2022 était principalement basée sur le classement final au championnat du monde de crosse 2018. L'équipe iroquoise ou confédération Haudenosaunee, membre à part entière de la fédération internationale, y avait pris la troisième place au championnat 2018 et n'a d'abord pas été retenue car la confédération iroquoise n'a pas de comité national olympique,.Le sport de crosse a été créé par les Iroquois qui comprend comme nations les Tuscaroras, les Sénécas (Tsonnontouans), les Cayugas (Goyogoins), les Onondagas (Onontagués), les Oneidas (Onnéiouts) et les Mohawks. Finalement, sous la pression des autres nations mondiales, la fédération internationale autorise la nation iroquoise à participer aux Jeux et l'équipe irlandaise laisse sa place. 
Cette exception est également valable pour le tournoi féminin : l'équipe iroquoise avait été privée pour cette même raison des Jeux mondiaux de 2017.
| Rang Ch. Monde 2018 | Équipe     | Qualification                    |
| ------------------- | ---------- | -------------------------------- |
| 1                   | États-Unis | oui                              |
| 2                   | Canada     | oui                              |
| 3                   | Iroquois   | oui, après décision              |
| 4                   | Australie  | oui                              |
| 5                   | Angleterre | oui, en tant que Grande-Bretagne |
| 6                   | Japon      | oui                              |
| 7                   | Israël     | oui                              |
| 8                   | Porto Rico | non                              |
| 9                   | Allemagne  | oui                              |

| Rang Ch. Monde 2017 | Équipe           | Qualification                    |
| ------------------- | ---------------- | -------------------------------- |
| 1                   | États-Unis       | oui                              |
| 2                   | Canada           | oui                              |
| 3                   | Angleterre       | oui, en tant que Grande-Bretagne |
| 4                   | Australie        | oui                              |
| 5                   | Écosse           | oui, voir Grande-Bretagne        |
| 6                   | Israël           | oui                              |
| 7                   | Pays de Galles   | oui, voir Grande-Bretagne        |
| 8                   | Nouvelle-Zélande | non                              |
| 9                   | Japon            | oui                              |
| 10                  | Tchéquie         | oui                              |
| 11                  | Italie           | non                              |
| 12                  | Iroquois         | oui, après décision              |

## Tournoi masculin

### Tour préliminaire
- En gras, qualifié pour les demi-finales

|   | Équipe      | Points | J | V | D | BP | BC | +/- |
| - | ----------- | ------ | - | - | - | -- | -- | --- |
| 1 | États-Unis  | 6      | 3 | 3 | 0 | 63 | 29 | +34 |
| 2 | Royaume-Uni | 5      | 3 | 2 | 1 | 44 | 38 | +6  |
| 3 | Australie   | 4      | 3 | 1 | 2 | 45 | 40 | +5  |
| 4 | Allemagne   | 3      | 3 | 0 | 3 | 28 | 73 | -45 |

| 8 juillet  | Grande-Bretagne | 13 | 11 | Australie       |
| 8 juillet  | États-Unis      | 27 | 10 | Allemagne       |
| 9 juillet  | Australie       | 24 | 8  | Allemagne       |
| 9 juillet  | Grande-Bretagne | 9  | 17 | États-Unis      |
| 10 juillet | Allemagne       | 10 | 22 | Grande-Bretagne |
| 10 juillet | États-Unis      | 19 | 10 | Australie       |

|   | Équipe   | Points | J | V | D | BP | BC | +/- |
| - | -------- | ------ | - | - | - | -- | -- | --- |
| 1 | Canada   | 6      | 3 | 3 | 0 | 73 | 26 | +47 |
| 2 | Japon    | 4      | 3 | 1 | 2 | 50 | 63 | -13 |
| 3 | Iroquois | 4      | 3 | 1 | 2 | 41 | 53 | -12 |
| 4 | Israël   | 4      | 3 | 1 | 2 | 40 | 62 | -22 |

| 8 juillet  | Israël   | 21 | 20 | Japon    |
| 8 juillet  | Canada   | 21 | 9  | Iroquois |
| 9 juillet  | Japon    | 10 | 26 | Canada   |
| 9 juillet  | Iroquois | 16 | 12 | Israël   |
| 10 juillet | Japon    | 20 | 16 | Iroquois |
| 10 juillet | Canada   | 26 | 7  | Israël   |

### Matches de classement
| 7e place | 11 juillet | Allemagne | 16 | 11 | Israël   |
| 5e place | 11 juiller | Australie | 12 | 19 | Iroquois |

### Phase finale
|  | Demi-finales | Demi-finales |            |    | Finale     | Finale     |
|  | Demi-finales | Demi-finales |            |    | Finale     | Finale     |
|  |              |              |            |    |            |            |
|  | 11 juillet   | 11 juillet   |            |    | 12 juillet | 12 juillet |
|  | 11 juillet   | 11 juillet   |            |    | 12 juillet | 12 juillet |
|  | États-Unis   | 17           |            |    | 12 juillet | 12 juillet |
|  | États-Unis   | 17           |            |    | 12 juillet | 12 juillet |
|  | Japon        | 12           |            |    | 12 juillet | 12 juillet |
|  | Japon        | 12           | États-Unis | 9  |            |            |
|  | 11 juillet   |              | États-Unis | 9  |            |            |
|  |              | Canada       | 23         |    |            |            |
|  | Royaume-Uni  | Canada       | 23         | 11 |            |            |
|  | Royaume-Uni  |              |            | 11 |            |            |
|  | Canada       | 22           |            |    |            |            |
|  | Canada       | 22           | 3e place   |    |            |            |
|  |              |              |            |    |            |            |
|  | 12 juillet   |              |            |    |            |            |
|  |              |              |            |    |            |            |
|  | Japon        | 19           |            |    |            |            |
|  | Japon        | 19           |            |    |            |            |
|  | Royaume-Uni  | 18           |            |    |            |            |
|  | Royaume-Uni  | 18           |            |    |            |            |

### Classement final
| Rang               | Équipe      |
| ------------------ | ----------- |
| Médaille d'or      | Canada      |
| Médaille d'argent  | États-Unis  |
| Médaille de bronze | Japon       |
| 4                  | Royaume-Uni |
| 5                  | Iroquois    |
| 6                  | Australie   |
| 7                  | Allemagne   |
| 8                  | Israël      |

## Tournoi féminin
- En gras, qualifié pour les demi-finales

|   | Équipe     | Points | J | V | D | BP | BC | +/- |
| - | ---------- | ------ | - | - | - | -- | -- | --- |
| 1 | États-Unis | 9      | 3 | 3 | 0 | 57 | 22 | +35 |
| 2 | Australie  | 6      | 3 | 2 | 1 | 33 | 32 | +1  |
| 3 | Japon      | 3      | 3 | 1 | 2 | 41 | 37 | +4  |
| 4 | Tchéquie   | 0      | 3 | 0 | 3 | 24 | 64 | -40 |

| 12 juillet | Tchéquie   | 10 | 23 | Japon      |
| 12 juillet | États-Unis | 16 | 6  | Australie  |
| 13 juillet | Australie  | 16 | 8  | Tchéquie   |
| 13 juillet | Japon      | 10 | 16 | États-Unis |
| 14 juillet | Japon      | 8  | 11 | Australie  |
| 14 juillet | États-Unis | 25 |    | Tchéquie   |

|   | Équipe      | Points | J | V | D | BP | BC | +/- |
| - | ----------- | ------ | - | - | - | -- | -- | --- |
| 1 | Canada      | 9      | 3 | 3 | 0 | 49 | 22 | +27 |
| 2 | Royaume-Uni | 6      | 3 | 2 | 1 | 34 | 38 | -4  |
| 3 | Israël      | 3      | 3 | 1 | 2 | 35 | 38 | -3  |
| 4 | Iroquois    | 0      | 3 | 0 | 3 | 27 | 47 | -20 |

| 12 juillet | Iroquois        | 10 | 17 | Israël          |
| 12 juillet | Canada          | 16 | 9  | Grande-Bretagne |
| 13 juillet | Grande-Bretagne | 11 | 10 | Iroquois        |
| 13 juillet | Israël          | 6  | 14 | Canada          |
| 14 juillet | Canada          | 19 | 7  | Iroquois        |
| 14 juillet | Israël          | 12 | 14 | Grande-Bretagne |

### Matches de classement
| 7e place | 15 juillet | Tchéquie | 8  | 13 | Iroquois |
| 5e place | 15 juillet | Japon    | 12 | 13 | Israël   |

### Phase finale
|  | Demi-finales | Demi-finales |            |    | Finale     | Finale     |
|  | Demi-finales | Demi-finales |            |    | Finale     | Finale     |
|  |              |              |            |    |            |            |
|  | 15 juillet   | 15 juillet   |            |    | 16 juillet | 16 juillet |
|  | 15 juillet   | 15 juillet   |            |    | 16 juillet | 16 juillet |
|  | États-Unis   | 21           |            |    | 16 juillet | 16 juillet |
|  | États-Unis   | 21           |            |    | 16 juillet | 16 juillet |
|  | Royaume-Uni  | 5            |            |    | 16 juillet | 16 juillet |
|  | Royaume-Uni  | 5            | États-Unis | 12 |            |            |
|  | 15 juillet   |              | États-Unis | 12 |            |            |
|  |              | Canada       | 14         |    |            |            |
|  | Australie    | Canada       | 14         | 7  |            |            |
|  | Australie    |              |            | 7  |            |            |
|  | Canada       | 12           |            |    |            |            |
|  | Canada       | 12           | 3e place   |    |            |            |
|  |              |              |            |    |            |            |
|  | 16 juillet   |              |            |    |            |            |
|  |              |              |            |    |            |            |
|  | Royaume-Uni  | 7            |            |    |            |            |
|  | Royaume-Uni  | 7            |            |    |            |            |
|  | Australie    | 13           |            |    |            |            |
|  | Australie    | 13           |            |    |            |            |

### Classement final
| Rang               | Équipe      |
| ------------------ | ----------- |
| Médaille d'or      | Canada      |
| Médaille d'argent  | États-Unis  |
| Médaille de bronze | Australie   |
| 4                  | Royaume-Uni |
| 5                  | Israël      |
| 6                  | Japon       |
| 7                  | Iroquois    |
| 8                  | Tchéquie    |

## Médaillés
| Épreuves         | Or | Argent | Bronze |
| ---------------- | --- | --- | --- |
| Tournoi masculin | Canada- Wesley Berg - Reid Bowering - Josh Byrne - Bryan Cole - Zach Currier - Brett Dobson - Jordan Macintosh - Clarke Petterson - Drake Porter - Challen Rogers - Dhane Smith - Jeff Teat                       | États-Unis- Martin Brandau - Liam Byrnes - Ryan Conrad - Adam Ghitelman - Zach Goodrich - Justin Guterding - Colin Heacock - Jack Kelly - Connor Kirst - Tom Schreiber - Brian Tevlin - Ryan Tierney          | Japon- Yuki Fukushima - Hiroki Kanaya - Yuto Komatsu - Seiya Natsume - Kazuki Obana - Kiyoshi Sano - Dai Sato - Kinori Sugihara - Junichi Suzuki - Shinya Tateishi - Soya Tokumasu - Tomoki Umehara |
| Tournoi féminin  | Canada- Madalyn Baxter - Lauren Black - Emily Boissonneault - Annabel Child - Aurora Cordingley - Dana Dobbie - Erica Evans - Megan Kinna - Nicole Perroni - Lauren Spence - Lydia Sutton - Brooklyn Walker-Welch | États-Unis- Madison Ahern - Kasey Choma - Marge Donovan - Madison Doucette - Haley Hicklen - Ellie Masera - Danielle Pavinelli - Paige Petty - Belle Smith - Sam Swart - Meaghan Tyrrell - Caityln Wurzburger | Australie- Tegan Brown - Addie Cunningham - Cassidy Doster - Theo Kwas - Bec Lane - Georgia Latch - Sarah Mollison - Olivia Parker - Sarah Smith - Abby Thorne - Indyah Williams - Bonnie Yu        |